# Jason Hazeley y Joel Morris
Jason Hazeley y Joel Morris son un dúo de escritores de comedia británica. Su trabajo incluye una colección de libros paródicos de Ladybird Books, y han escrito guiones para muchas series y películas de comedia británicas, como That Mitchell and Webb Look, Screenwipe de Charlie Brooker y las películas de Paddington.

## Primeros años
Hazeley (entonces conocido como Jason Smith) y Morris se conocieron en la King Edward VI Grammar School de Chelmsford, Essex. Mientras estaban en la escuela, produjeron un boletín de parodias y, en sexto grado (sixth form), recibieron su primer trabajo remunerado tras vender un chiste al programa de Russ Abbott.

## Carrera

### Cine y televisión
Hazeley y Morris han escrito para varios programas y películas de la televisión británica. Entre ellos figuran That Mitchell and Webb Look, A Touch of Cloth, Screenwipe de Charlie Brooker, Electionwipe y los programas Newswipe , y varias series de Philomena Cunk. La pareja es colaboradora habitual del cómic británico para adultos Viz. Electionwipe de 2016 ganó el premio BAFTA al mejor programa de comedia y entretenimiento.
La pareja también escribió para Paddington y Paddington 2.

### Libros
Hazely y Morris han coescrito libros como Bollocks to Alton Towers y, en octubre de 2015, se anunció que Morris había coescrito una serie de Ladybird Books para adultos con Jason Hazeley. Los libros, que parodian el estilo de los libros clásicos de la compañía para niños, retitulan las ilustraciones originales de la serie Ladybird con un nuevo texto, ofreciendo comentarios sardónicos sobre muchas áreas de la vida moderna. La serie inicial incluía títulos como The Hangover, Mindfulness, Dating y The Hipster y se publicó el 18 de noviembre de 2015 Los libros tuvieron tanto éxito que en 2015 solo JK Rowling, David Walliams y Julia Donaldson vendieron más ejemplares en el Reino Unido La serie se amplió posteriormente para incluir a personajes públicos como Donald Trump.
Los dos fueron escritores en The Framley Examiner, un sitio web de parodia de noticias locales que más tarde se convirtió en un libro, con Robin Halstead y Alex Morris.

### Podcast
Hazeley y Morris presentan el podcast de comedia Rule of Three. Rule of Three fue nombrado entre los mejores podcasts de 2018 por The Guardian En el programa invitan a un intérprete de comedia para que hable de su carrera y de una actuación o programa de comedia, un programa de televisión, una película, un libro, un álbum o un cómic que signifique mucho para ellos.
Entre los invitados se encuentran Eddie Izzard, John Finnemore, Danielle Ward, Jon Holmes, y Aisling Bea Entre los temas tratados se encuentran Bill Hicks, películas como Trading Places y Time Bandits y la versión en LP de The Album of the Soundtrack of the Trailer of the Film of Monty Python and the Holy Grail El podcast se ha ramificado en programas en directo con invitados especiales como Sue Perkins. Hazeley también ha aparecido como invitado en el podcast Griefcast con Cariad Lloyd. En los premios British Podcast Awards de 2020 fue nombrado mejor podcast de arte y cultura.

### Música
De 1998 a 2003 Hazeley formó parte del dúo folk-pop Ben & Jason.
Morris es el cantante principal del grupo Candidate, que publicó su cuarto álbum en 2004 Sus armonías con su hermano fueron comparadas en The Guardian con las de Simon & Garfunkel.

## Publicaciones
- Halstead, Robin; Hazeley, Jason A.; Morris, Alex; Morris, Joel (2005). Bollocks to Alton Towers: Uncommonly British Days Out. Michael Joseph Ltd. ISBN 0-14-102120-9.
- Halstead, Robin; Hazeley, Jason A.; Morris, Alex; Morris, Joel (3 de abril de 2008). More Bollocks to Alton Towers: More Uncommonly British Days Out. Penguin. ISBN 0-14-102785-1.
- Hazeley, Jason A.; Morris, Joel P. (29 de octubre de 2015). How it Works: The Husband. Loughborough: Ladybird Books. ISBN 978-0-7181-8356-1.
- ——; —— (29 de octubre de 2015). How it Works: The Wife. Loughborough: Ladybird Books. ISBN 978-0-7181-8354-7.
- ——; —— (29 de octubre de 2015). The Ladybird Book of Dating. Loughborough: Ladybird Books. ISBN 978-0-7181-8357-8.
- ——; —— (29 de octubre de 2015). The Ladybird Book of Mindfulness. Loughborough: Ladybird Books. ISBN 978-0-7181-8352-3.
- ——; —— (29 de octubre de 2015). The Ladybird Book of The Hangover. Loughborough: Ladybird Books. ISBN 978-0-7181-8351-6.
- ——; —— (29 de octubre de 2015). The Ladybird Book of The Hipster. Loughborough: Ladybird Books. ISBN 978-0-7181-8359-2.
- ——; —— (29 de octubre de 2015). The Ladybird Book of The Mid-Life Crisis. Loughborough: Ladybird Books. ISBN 978-0-7181-8353-0.
- ——; —— (29 de octubre de 2015). The Ladybird Book of The Shed. Loughborough: Ladybird Books. ISBN 978-0-7181-8358-5.
- ——; —— (11 de febrero de 2016). How it Works: The Mum. Loughborough: Ladybird Books. ISBN 978-0-7181-8421-6.
- ——; —— (19 de mayo de 2016). How it Works: The Dad. Loughborough: Ladybird Books. ISBN 978-0-7181-8426-1.
- ——; —— (25 de agosto de 2016). How it Works: The Student. Loughborough: Ladybird Books. ISBN 978-0-7181-8428-5.
- ——; —— (20 de octubre de 2016). How it Works: The Cat. Loughborough: Ladybird Books. ISBN 978-0-7181-8433-9.
- ——; —— (20 de octubre de 2016). How it Works: The Dog. Loughborough: Ladybird Books. ISBN 978-0-7181-8435-3.
- ——; —— (20 de octubre de 2016). How it Works: The Grandparent. Loughborough: Ladybird Books. ISBN 978-0-7181-8430-8.
- ——; —— (20 de octubre de 2016). The Ladybird Book of Red Tape. Loughborough: Ladybird Books. ISBN 978-0-7181-8439-1.
- ——; —— (20 de octubre de 2016). The Ladybird Book of The Meeting. Loughborough: Ladybird Books. ISBN 978-0-7181-8437-7.
- ——; —— (20 de octubre de 2016). The Ladybird Book of The People Next Door. Loughborough: Ladybird Books. ISBN 978-0-7181-8441-4.
- ——; —— (20 de octubre de 2016). The Ladybird Book of The Sickie. Loughborough: Ladybird Books. ISBN 978-0-7181-8443-8.
- ——; —— (20 de octubre de 2016). The Ladybird Book of The Zombie Apocalypse. Loughborough: Ladybird Books. ISBN 978-0-7181-8445-2.
- ——; —— (1 de diciembre de 2016). The Ladybird Book of Boxing Day. Loughborough: Ladybird Books. ISBN 978-0-7181-8486-5.
- ——; —— (23 de febrero de 2017). The Ladybird Book of The Do-Gooder. Loughborough: Ladybird Books. ISBN 978-0-7181-8447-6.
- ——; —— (5 de octubre de 2017). How it Works: The Baby. Loughborough: Ladybird Books. ISBN 978-0-7181-8863-4.
- ——; —— (5 de octubre de 2017). How it Works: The Brother. Loughborough: Ladybird Books. ISBN 978-0-7181-8869-6.
- ——; —— (5 de octubre de 2017). How it Works: The Sister. Loughborough: Ladybird Books. ISBN 978-0-7181-8870-2.
- ——; —— (5 de octubre de 2017). People at Work: The Rock Star. Loughborough: Ladybird Books. ISBN 978-0-7181-8865-8.
- ——; —— (5 de octubre de 2017). The Ladybird Book of Balls. Loughborough: Ladybird Books. ISBN 978-0-7181-8871-9.
- ——; —— (5 de octubre de 2017). The Ladybird Book of The Big Night Out. Loughborough: Ladybird Books. ISBN 978-0-7181-8867-2.
- ——; —— (5 de octubre de 2017). The Ladybird Book of The Ex. Loughborough: Ladybird Books. ISBN 978-0-7181-8866-5.
- ——; —— (5 de octubre de 2017). The Ladybird Book of The Nerd. Loughborough: Ladybird Books. ISBN 978-0-7181-8864-1.
- ——; —— (5 de octubre de 2017). The Ladybird Book of The New You. Loughborough: Ladybird Books. ISBN 978-0-7181-8885-6.
- ——; —— (5 de octubre de 2017). The Ladybird Book of The Quiet Night In. Loughborough: Ladybird Books. ISBN 978-0-7181-8868-9.
- ——; —— (5 de octubre de 2017). A Ladybird First Grown-Up Picture Book. Loughborough: Ladybird Books. ISBN 978-0-7181-8884-9.
- ——; —— (25 de octubre de 2018). The Story of Brexit. Loughborough: Ladybird Books. ISBN 978-0-241-38656-9.
- ——; —— (15 de noviembre de 2018). The Wonderful World of Ladybird Books for Grown-Ups. London: Ladybird Books. ISBN 978-0-241-36404-8.
- ——; —— (3 de octubre de 2019). A Ladybird Book about Donald Trump. Loughborough: Ladybird Books. ISBN 978-0-241-42272-4.